# 尾車部屋
尾車部屋（日语：／ Oguruma-Beya */?），是日本大相撲的相撲部屋，屬二所之關一門。地址是東京都江東區清澄2-15-5。

## 歷史
在1985年（昭和60年）11月場所，原屬佐渡嶽部屋的大關琴風豪規引退，1987年3月23日與五位師弟分家成立尾車部屋。
在2000年7月這部屋培養出第一位關取政風，起初他們的政策是不接受外國人和畢業生加入，直到2002年中央大學出身的豪風旭，和在2011年因比賽造假被勸退的蒙古力士星風芳宏。在2005年因另一部屋押尾川部屋關閉，所屬的大關大麒麟將能和前關脇青葉城幸雄等6人移籍到尾車部屋。
2014年1月21日前關脇琴錦功宗移籍到尾車部屋出任親方，2016年1月他改名朝日山，並和3位同門成立獨立的朝日山部屋。
這部屋的力士的四受名多有“風”字。
琴風於2021年12月25日宣佈，尾車部屋將在2022年1月本場所關閉，於2022年2月7日正式關閉，人員分別移籍前豪風經營的押尾川部屋和稀勢之里經營的二所之關部屋，前關脇嘉風雅繼協助在那裡執教(之後成立自己的中村部屋)。